# Grands sites de Moselle
Les Grands sites de Moselle est le nom d’un réseau créé par le Comité départemental du tourisme de la Moselle qui regroupe vingt sites emblématiques du patrimoine culturel, historique et industriel du département.

Logo des Grands Sites de Moselle

Dans le cadre du schéma départemental de développement touristique de la Moselle 2001-2006, le comité a proposé son soutien aux gestionnaires des sites touristiques patrimoniaux volontaires pour la mise en place d'une démarche qualité collective.
Si l'objectif principal était de stimuler la fréquentation touristique des sites, il s'agissait également d'améliorer la qualité des services offerts, de faire circuler les visiteurs entre les différents sites du réseau, tout en véhiculant l'image d'un réseau de professionnels.
Les sites du réseau sont répartis dans les sept pays touristiques qui composent la Moselle : Pays des Trois-Frontières, Pays de Sarrebourg, Pays de Nied, Bassin Houiller, Pays de l'arrondissement de Sarreguemines, Pays du Saulnois et Pays messin.

## Liste des Grands sites de Moselle
- Château de Malbrouck ;
- Château des ducs de Lorraine ;
- Écomusée des mines de fer de Lorraine ;
- Ouvrage du Hackenberg ;
- La Mine, musée du carreau Wendel ;
- Musée de la faïence et des techniques faïencières, à Sarreguemines : il a investi la demeure de Paul Utzschneider et de Paul de Geiger, deux capitaines d'industrie du dix-neuvième siècle ; un espace remarquable et un jardin d'hiver d'art avec ses murs revêtus de carreaux de faïence ;
- Parc archéologique européen de Bliesbruck-Reinheim ;
- Musée du Verre et du Cristal et Centre International d'Art Verrier (CIAV) de Meisenthal ;
- Ouvrage du Simserhof à Bitche ;
- Citadelle de Bitche et jardin pour la Paix ;
- Moulin d'Eschviller à Volmunster ;
- Parc animalier de Sainte-Croix ;
- Chemin de fer forestier d'Abreschviller ;
- Plan incliné de Saint-Louis-Arzviller ;
- Musée du pays de Sarrebourg et la Chapelle des Cordeliers de Sarrebourg ;
- Musée du sel de Marsal ;
- Musée départemental Georges-de-La-Tour ;
- Musée de la Cour d'Or à Metz ;
- Maison de Robert Schuman à Scy-Chazelles
- Usine sidérurgique d'Uckange à Uckange